# مقدسین Catacomb

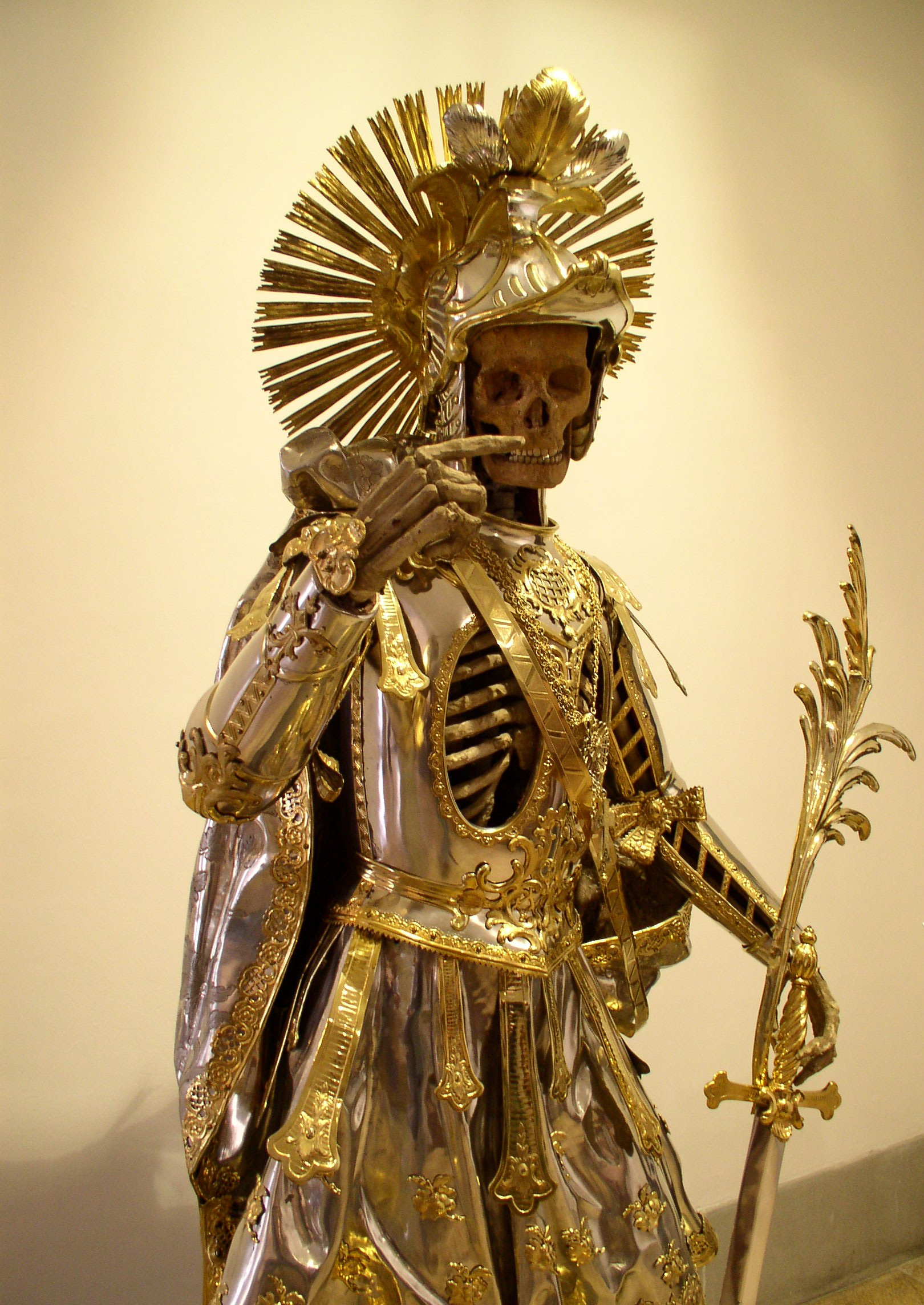
یادگاری از Catacombs مقدس Pancratius. تصویر گرفته شده در نمایشگاهی در موزه تاریخی سنت گالن در ویل، سوئیس

مقدسین Catacomb اجساد مسیحیان باستان بودند که با احتیاط از منجنیق رم بیرون آورده شده و به خارج از کشور فرستاده می‌شدند تا از قرن شانزدهم تا قرن نوزدهم به عنوان مقدسین قوم خدمت کنند. آنها معمولاً با طلا و سنگهای قیمتی تزئین می‌شدند.

## تاریخ
در طول رویداد طوفان شمایل در قرن شانزده و ادامه بت‌شکنی از قرن هفده، در کلیساهای کاتولیک در سراسر اروپا به‌طور سیستماتیک از نمادهای مذهبی، شمایل نگاری و یادگارهای خود محروم می‌شدند. در پاسخ، واتیکان دستور داد که هزاران اسکلت از ابشارهای زیر شهر و بیرون آورده و در شهرهای سراسر آلمان، اتریش و سوئیس جمع کنند . .
تعداد اندکی از جسدها، در صورت وجود، متعلق به اکسانی بود که از اهمیت مذهبی برخوردار باشند، اگرچه با توجه به جسد آنها، بعضی از آنها امکان دارد شهدای اولیه مسیحی باشند. با این وجود هرکدام با زحمت لباس مقدس خود را به عنوان یکی از مقدسین کاتولیک می‌پوشیدند. یک کلیسا ۷۵ گلدن را صرف لباس پوشیدن مقدس خود کرد.
اگرچه فروش آثار به عنوان سیمون در نظر گرفته می‌شد، اما مقامات با تجربه کلیسا هنوز با پرداخت هزینه حمل و نقل، تزئینات، القا و برکت، موفق به جمع‌آوری پول در حالی که با شمایل مذهبی مقابله می‌کردند، شدند. مورخ و نویسنده Diarmaid MacCulloch مجموعه مقدسین catacomb توسط خانواده‌های ثروتمند باوارلان را با توجه به اینکه بسیاری از مقدسین نام حامی خود را به اشتراک می‌گذارند شبیه به عمل روز مودم برای خرید شماره پلاک شخصی است مقامات کلیسا در کنترل مقدسین مربوط به خانواده‌های خاص ثروتمند مهارت پیدا کردند.
تا قرن ۱۹ بسیاری از جعلیات کشف شده بود. بعضی از ظرافت آنها محروم و تخریب شده و بعضی دیگر در انبار قرار گرفتند.

## علاقه مدرن
در سال ۱۸۰۳، قاضی سکولار Rottenbuch (پوسیده) در بایرن شهرهای دو مقدس را به حراج گذاشت. ۱۷۴ سال بعد، در سال ۱۹۷۷، ساکنان شهر سرمایه خود را جمع کردند تا آنها را پس دهند
پاول کودوناریس با کتاب اجسام آسمانی در سال ۲۰۱۳ دوباره علاقه به مقدسین catacomb را زنده کرد. کودوناریس در انتشار کتاب به دنبال یافتن و عکس برداری از هر کدام از مقدسین باقی مانده بود.

## آلبوم عکس

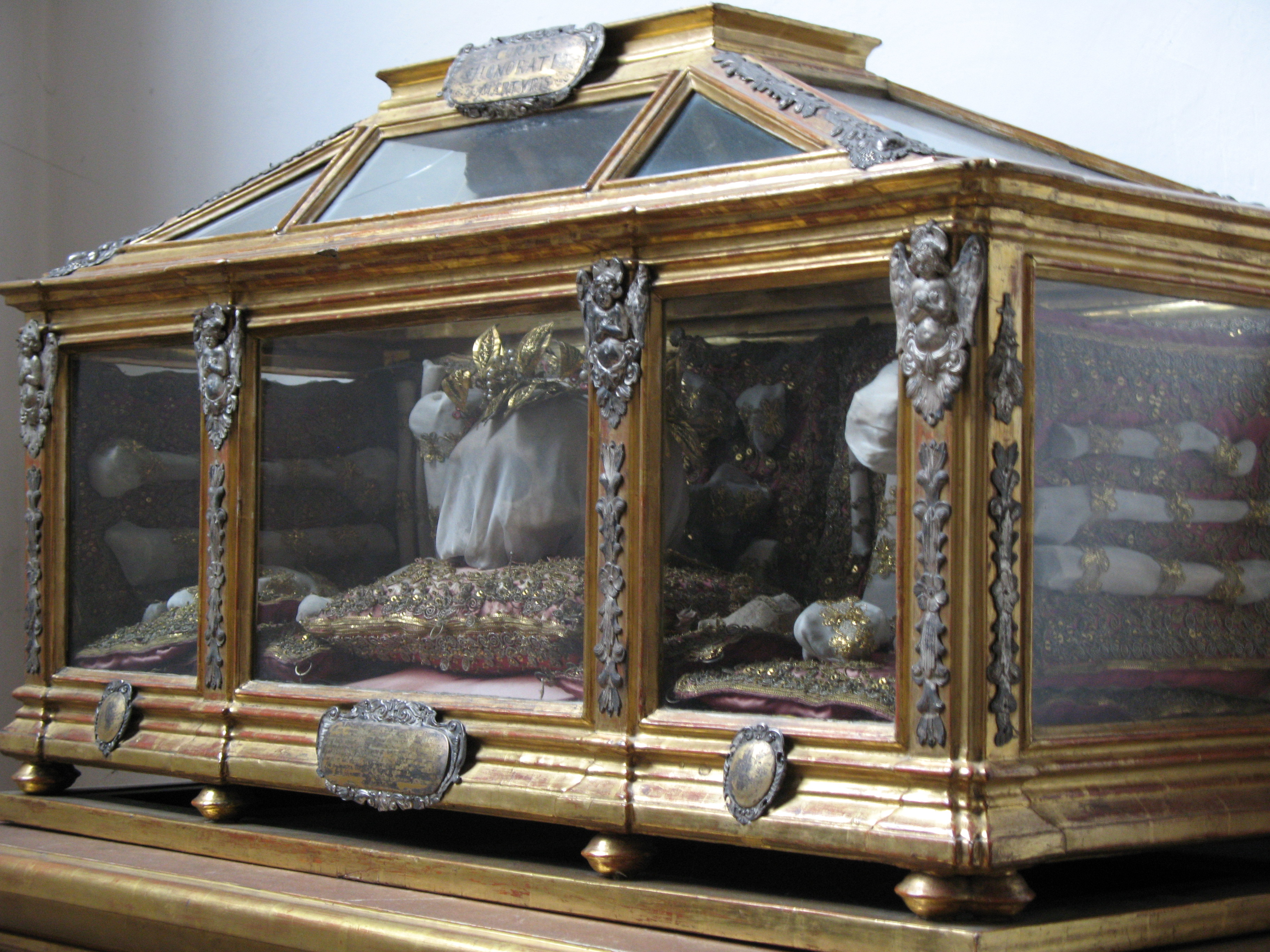
یادگاری در کلیسای سنت پیتر ، مونیخ .
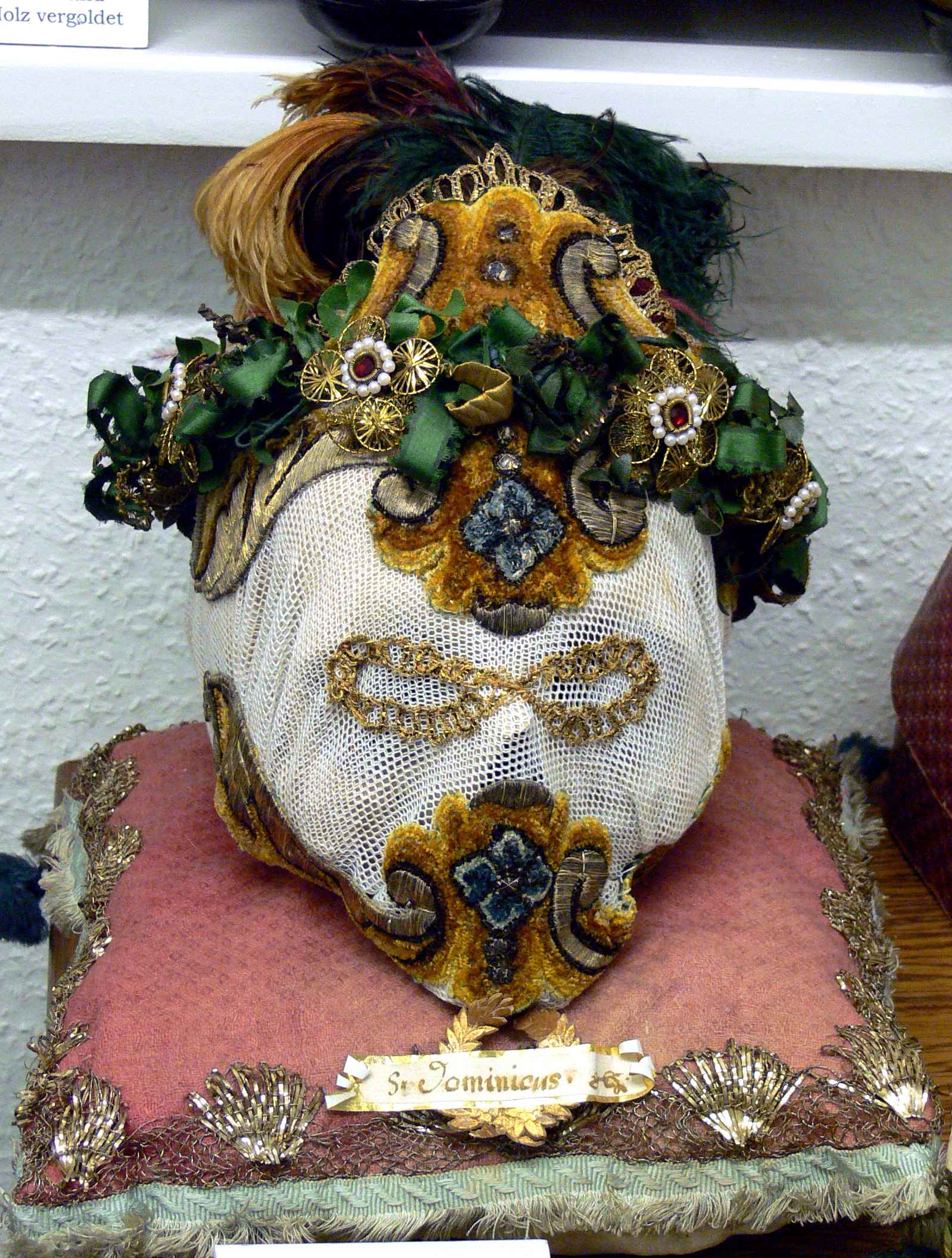
جمجمه تزئین شده "سنت دومنیکوس".
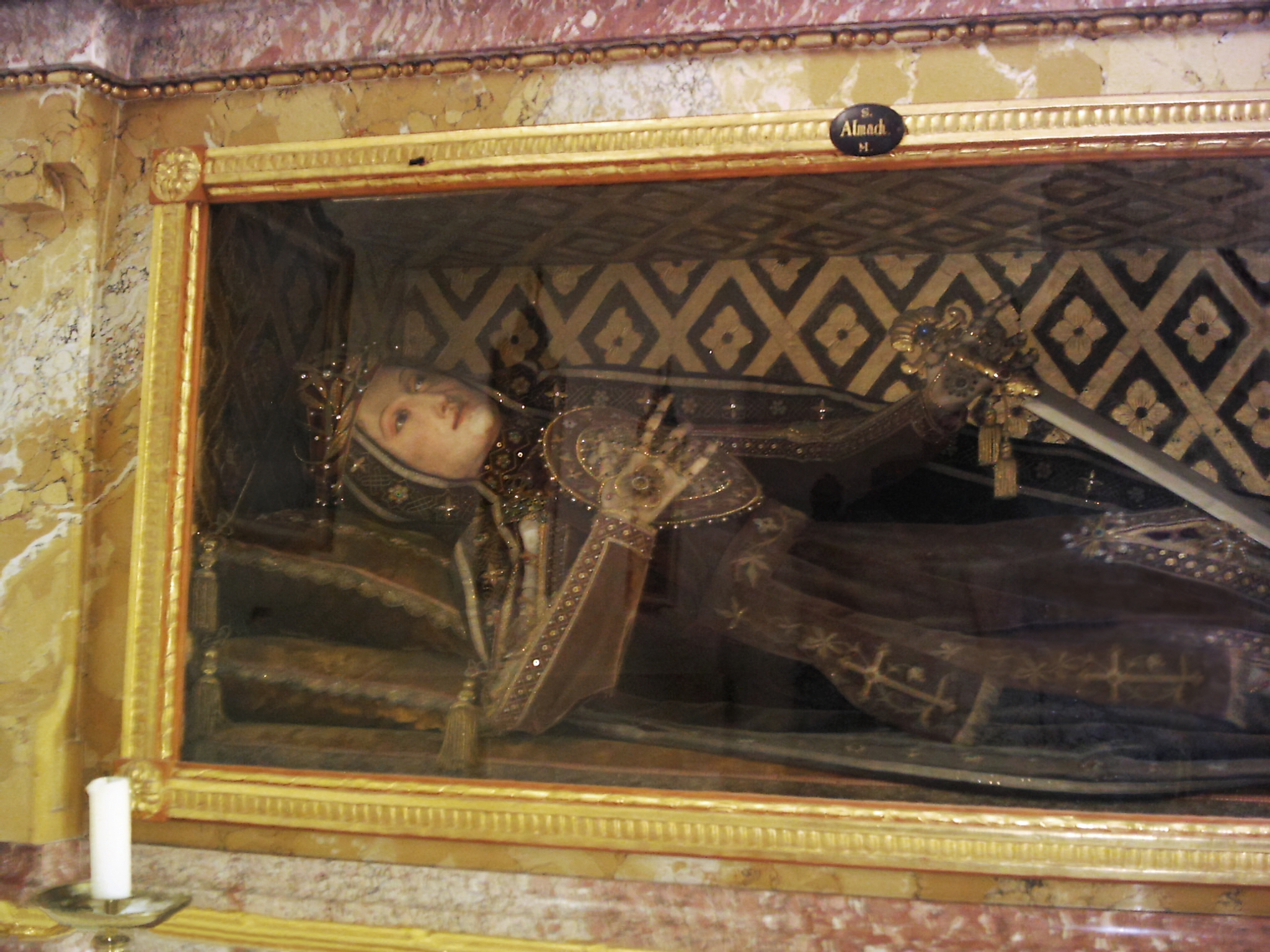
جسد مسلح "سنت ورنا".
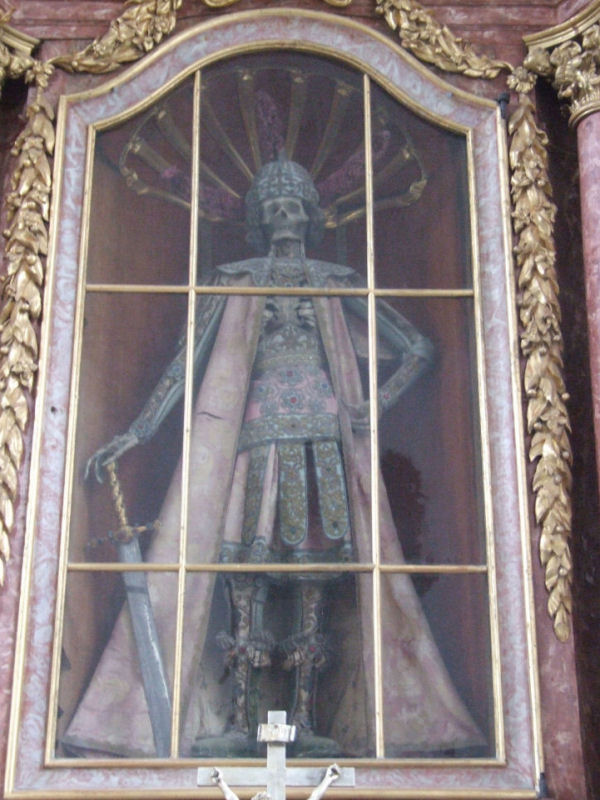
یک کیف شیشه ای از جسد "شهید کاندیدوس" در ابی Irsee ، باواریا محافظت می‌کند.
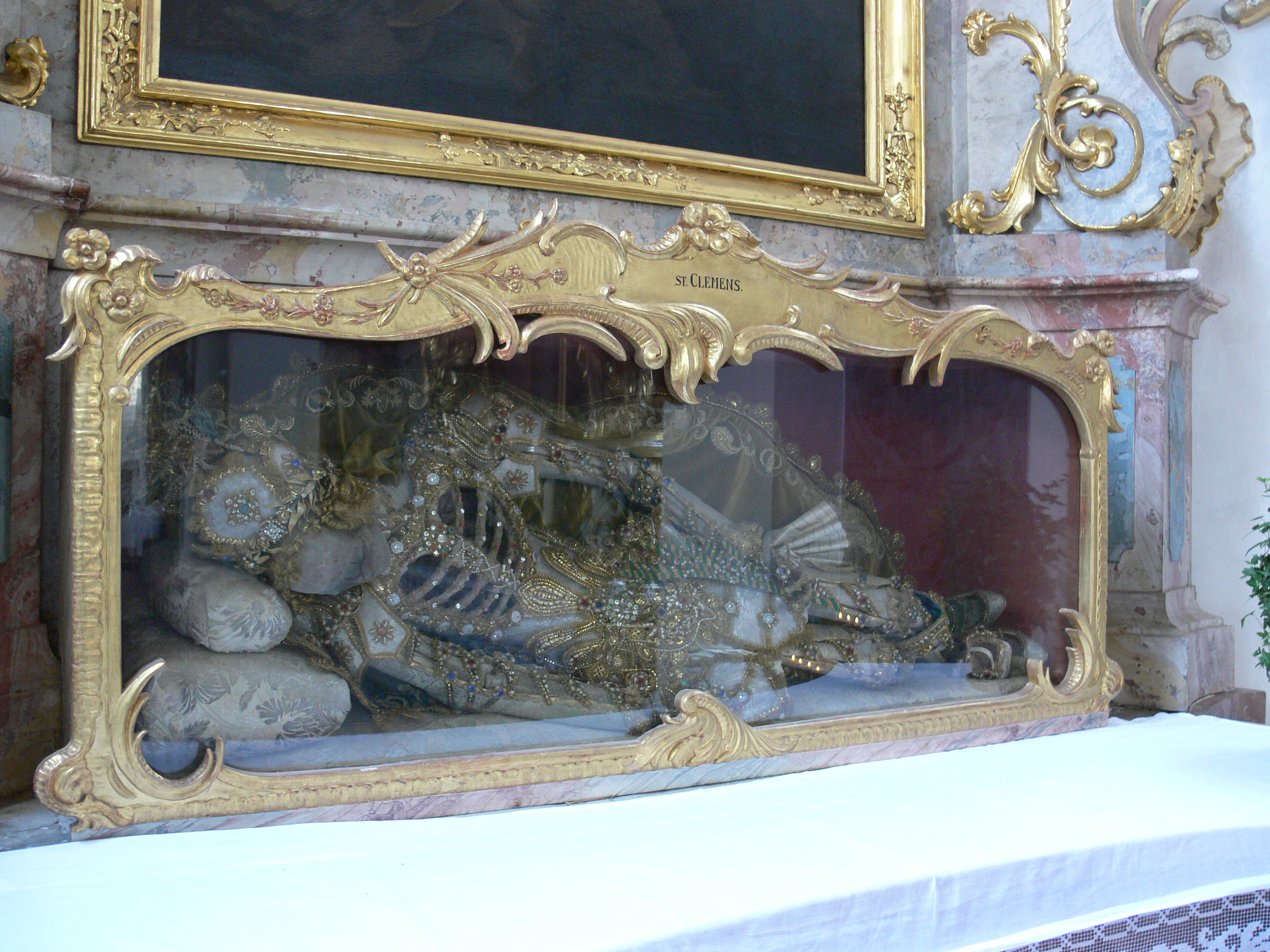
طعنه "سنت کلمنس" در کلیسای کلیسای سنت گالوس و اولریش ، کیولگ ، آلمان